# Іванова Вікторія Володимирівна
Вікторія Володимирівна Іванова — учасниця російсько-української війни, що загинула в ході російського вторгнення в Україну в 2022 році.

## Життєпис
Вікторія Іванова народилася 15 травня в місті Тростянці Тростянецького району (з 2020 року — Охтирського району) на Сумщині. З часом почала займатися підприємницькою діяльністю — вирощувала квіти у рідному місті. З початком повномасштабного російського вторгнення в Україну перебувала в окупованому ворогом Тростянці. Вона увійшла до складу групи активістів, які під керівництвом депутата районної ради Валерія Партали та голови Охтирської районної ради Сергія Кірічка збирали інформацію для коригування вогню для Збройних Сил України. З цією метою було створено групу у Viber, яка спочатку називалась «42600» а потім була перейменована на «Школа». Майже 40 учасників групи збирали дані про пересування техніки та особового складу ворожих військ. Вікторія Іванова практично цілодобово повідомляла дані про пересування вулицею Луніна, яка була одним з основних напрямків руху ворожих колон. Пізніше жінка почала виходити щодня в центр окупованого міста, начебто у власних господарських справах. Вона розносила продукти харчування людям поважного віку. В цей час, наражаючи себе на небезпеку, збирала інформацію про скупчену в місті російську техніку. Потім світлини техніки та голосові повідомлення через групу у Viber передавала українським ЗСУ. Так вона інформувала про розташування, кількість та особливості розміщення окупаційних військ. Деякі записи збереглись на одному з телефонів учасників групи. Окупанти під час одної з перевірок викрили Вікторію Іванову по фото в її мобільному телефоні та схопили 13 березня 2022 року. Жінку жорстоко катували і згодом, на території хлібного елеватора, що знаходиться на об'їзній у м. Тростянець, убили. Знайшли тіло Вікторії Іванової майже через два місяці після звільнення Сумщини. Сталося це в день її народження — 15 травня 2022 року. 21 листопада 2022 року Президент України Володимир Зеленський підписав Указ про посмертне нагородження орденом «За мужність» ІІІ ступеня Вікторії Іванової..

## Родина
У загиблої залишилися чоловік та син, й семеро онуків.

## Нагороди
- Орден «За мужність» III ступеня (2022, посмертно) — за громадянську мужність і самовідданість, виявлені під час захисту державного суверенітету та територіальної цілісності України в умовах воєнного стану, вірність Українському народові